# Goliathopsis gressitti
Goliathopsis gressitti är en skalbaggsart som beskrevs av Ruter 1978. Goliathopsis gressitti ingår i släktet Goliathopsis och familjen Cetoniidae. Inga underarter finns listade i Catalogue of Life.